# Mercedes-Benz W 24
Der Mercedes-Benz W 24 war ein Pkw-Sondermodell von Mercedes-Benz aus dem Jahr 1936.

## Geschichte und Beschreibung
Der Mercedes-Benz W 24 wurde 1936 als Mercedes-Benz 540 K lang neben den „normalen“ Typen 540 K (Mercedes-Benz W 29) in zwölf Exemplaren auf verlängertem Fahrgestell mit 3880 mm Radstand produziert. Alle diese Fahrzeuge wurden als Tourenwagen mit sechs Sitzen ausgeführt und an die deutsche Reichsregierung geliefert oder als Werks-Versuchswagen eingesetzt. Anstatt der Pendelachse haben sie hinten eine De-Dion-Achse und vorn eine Starrachse. Ihre Höchstgeschwindigkeit liegt bei 140 km/h.

## Technische Daten
| Mercedes-Benz             | Typ 540 K lang                                       |
| ------------------------- | ---------------------------------------------------- |
| Motor                     | 8-Zylinder-Reihenmotor (Viertakt), vorne längs       |
| Hubraum                   | 5401 cm³                                             |
| Bohrung × Hub             | 88 × 111 mm                                          |
| Leistung bei 1/min        | ohne/mit Kompressor: 85/132 kW (115/180 PS) bei 3400 |
| Max. Drehmoment bei 1/min | 431 Nm bei 2200                                      |
| Verdichtung               | 5,2–6,5:1 (je nach Kraftstoff)                       |
| Gemischaufbereitung       | Steigstrom-Doppelvergaser                            |
| Ventilsteuerung           | 1 seitliche Nockenwelle, Antrieb über Stirnräder     |
| Kühlung                   | Wasserkühlung                                        |
| Getriebe                  | 4-Gang-Schaltgetriebe Hinterradantrieb               |
| Radaufhängung vorn        | Starrachse, Halbfedern                               |
| Radaufhängung hinten      | De-Dion-Achse, Doppel-Schraubenfedern                |
| Lenkung                   | Schraubenspindellenkung                              |
| Spurweite vorn/hinten     | 1535/1590 mm                                         |
| Radstand                  | 3880 mm                                              |
| Abmessungen               | 6000 × 2070 × 1800 mm                                |
| Wendekreis                | 15 m                                                 |
| Leergewicht               | 3310 kg                                              |
| Höchstgeschwindigkeit     | 140 km/h                                             |
| Verbrauch (L/100 km)      | 30                                                   |
| Preis                     | —                                                    |